# الطريق الأوروبي E93
الطريق الأوروبي E93 هو طريق قديم لشبكة الطرق الأوروبية الدولية للأمم المتحدة. تم إعادة تصنيفه إلى الطريق E95.